# حركة الضباط الأحرار (الأردن)
حركة الضباط الأحرار الأردنيين هو تنظيم سلمي تأسس في خمسينيات القرن العشرين (1952) من قبل مجموعة من الضباط الأردنيين الوطنيين في المملكة الأردنية الهاشمية. فبعد هزيمة العام 1948، وانطلاقاً من دور وحجم مسؤولية الجيش العربي الأردني في خدمة قضايا أمته. كان الجيش العربي الأردني تحت السيطرة الإنجليزية بموجب أحكام المعاهدة الأردنية البريطانية. في ذلك الوقت حرص الإنجليز على الحد من فاعلية الجيش العربي بطريقتين رئيستين: عدم زيادة أعداد الجنود الأردنيين، وعدم تزويد الجيش بأسلحة حديثة ومتطورة.
كان لهذا الواقع أثره في نفوس الضباط الوطنيين الأردنيين الذين لم يرق لهم هذا الوضع، وبدأت حماستهم وانتماؤهم الوطني يدفعهم إلى التحرك لمواجهة هذا الوضع غير المقبول وطنياً وشعبياً، وعلى هذه المبادئ تجمع ضباط الجيش العربي الوطنيين.
في أبريل / نيسان قامت الحركة بمحاولة انقلاب عسكرية، أدت إلى مواجهات عنيفة في 13 أبريل / نيسان 1957 في ثكنات الجيش في الزرقاء بين وحدات بدوية معظمها موالية للملك حسين ووحدات عربية قومية ضد النظام الأردني بقيادة علي أبو نوار إلى محاولة انقلاب عسكرية في الأردن.

## أعضاء التنظيم
التزم أعضاء التنظيم بالقسم التالي: "أقسم بشرفي ومعتقدي، أن أكون مخلصاً لحركة الضباط الأحرار، منفذاً لأوامرها، وملتزماً بنظامها الأساسي، بكل صدق وإخلاص، والله على ما أقول شهيد"، ومنهم، على سبيل المثال، لا الحصر:
شاهر أبو شحوت (رئيس الحركة - مؤسس)، قاسم الناصر (نائب الرئيس - مؤسس)، محمود المعايطة (مؤسس)، علي أبو نوار(مؤسس) خليل البورنو (مؤسس)، سعيد السبع (مؤسس)أحمد يوسف أبراهيم الحياري نواف جبر الحمود (مؤسس)،تركي الهنداوي (مؤسس)، عبد الله مياس (مؤسس)، ضافي الجمعاني، مشهور حديثة الجازي، أديب عمر لطفي، نذير رشيد، خالد مسمار،طايل الصبيحي، علي الحياري، الشريف زيد بن شاكر، أحمد زعرور، إحسان الحلواني، شوكت السبول، عبد الله قاعد، أحمدالدويري، جعفر الشامي، سلامة عتيق، علي كراسنة، عزمي مهيار، عبد الرحمن العرموطي، مروان صدقي الجندي، عبد المجيد القاسم، كريم عقلة، نواف جرادات، عبد الحميد الدويك، هلال عاشور، عبد الرحيم محمود الشحارنه، عبد القادر شومان، حسن جاد الله، حسن مصطفى، عصمت رمزي، موسى محمود، خالد الطراونة، نايف الحديد،ضيف الله الهناندة، توفيق الحياري، سليم أبوالحسنات التل، أكرم نواس، عدنان القاسم، ياسين السالمي، ساري الربضي، احمد السمرين خريس، موسى محمود، فتحي الغلاييني.سلامة سالم الطراونة، أديب أبونوار، عطا طلالعه، وغيرهم.

## أهداف التنظيم
لقد اقتصر هدف التنظيم في هدفين رئيسين، هما:
1. إلغاء المعاهدة الأردنية البريطانية.
2. تعريب قيادة الجيش العربي وطرد الجنرال كلوب باشا.

و من خلال التنسيق مع الملك الحسين بن طلال، الذي إطلع على أهداف وغايات التنظيم وباركها في العام 1953، فقد تمكن التنظيم من تحقيق أهدافه، وتوجت هذه الأحداث بإعلان الملك الحسين في 1/3/1956 عن تعريب الجيش الأردني وطرد كلوب باشا. وعليه، فلم يكن لهذا التنظيم أية أهداف متعلقة بالشأن الداخلي الأردني، ولم يكن لديه أي هدف لقلب نظام الحكم،  نسخة محفوظة 26 فبراير 2009 على موقع واي باك مشين. كما كان الأمر بالنسبة لحركة الضباط الأحرارالمصريين. والسبب الرئيسي في ذلك يعود إلى مباركة الملك الحسين لهذا الجهد الوطني ومساندته له.

## الوشاية بأعضاء الحركة
بعد خروج الإنجليز من الأردن، وبعد بدأ التأثير الأمريكي بالمنطقة، فقد قامت بريطانيا وأمريكا بواسطة بعض المقربين من الملك الحسين بإقناعه أن تنظيم الضباط الأحرار يهدف إلى قلب النظام الملكي على غرار ما حدث في مصر. وبالفعل فقد استغل قيام سلاح الدروع بمناورة، سميت "مناورة هاشم"، لتفسيرها على أنها محاولة لتنفيذ انقلاب عسكري. في حقيقة الأمر فقد كانت هذه المناورة عادية ومخطط لها مسبقاً، وقد أقنع بعض المقربين من الملك من أمثال بهجت طبارة بأن هدف المناورة هو محاصرة عمان. وعلى هذا الأساس، تمت الوشاية بأعضاء التنظيم، وتمكن بعضهم من اللجوء إلى سوريا، مثل: قاسم الناصر، سعيد السبع، محمود الموسى، عصام الجندي، كمال الحياري، نذير رشيد، إحسان الحلواني، وغيرهم. بينما تم اعتقال البعض الآخر في معتقل الجفر، ومنهم: شاهر أبو شحوت، أحمد زعرور، محمود المعايطة، عبد الرحيم الشحارنه، تركي الهنداوي، ضافي الجمعاني، شوكت السبول، عبد الله قاعد وجعفر الشامي، وغيرهم.
تراوحت الأحكام بحق أفراد التنظيم بين الحكم المؤبد والإعدام. لكن تجدر الإشارة إلى أن الملك الحسين أصدر عام 1962 عفواً عاماً شمل أعضاء حركة الضباط الأردنيين. وعليه، فقد أفرج عن المعتقلين منهم، وعاد المنفيون إلى الأردن. ومن المفارقات أن عدداً من أعضاء التنظيم عادوا إلى الخدمة العسكرية، وتدرجوا بالمناصب إلى أن وصلوا إلى مراكز حساسة، على سبيل المثال، فقد عين نذير رشيد مديراً للمخابرات العامة برتبة فريق، اما خالد مسمار وسلامة سالم الطراونة فقد رفضا تسلم أي منصب وفضلا التقاعد والعمل في أي عمل آخر بعيد عن السياسة، اما سعيد السبع فقد كان من مؤسسى منظمة التحرير الفلسطينية وعين كأول ممثل للمنظمة في الجزائر والسودان اما الاخرون كقاسم الناصر مديراً للدفاع المدني برتبة لواء، بالإضافة للعديد من أعضاء التنظيم الذين شغلوا مناصب عليا ورتب عسكرية متقدمة، مثل مشهور حديثة الجازي الذي عين قائداً للقوات المسلحة الأردنية برتبة فريق، كما وأصبح اللواء علي أبونوار قائداً للجيش، واستلم اللواء معن باشا أبونوار مناصب عديده منها مديراً لدفاع المدني ومديراً للأمن العام ومساعد قائد الجيش واستلم وزارتٍ عديدة.

## وصلات خارجية
- مقابلة جريدة الدستور الأردنية مع محمود المعايطة
- الجيش الأردني والضباط الأحرار، د. رشدي يوسف نسخة محفوظة 26 فبراير 2009 على موقع واي باك مشين.
- مقابلة جريدة الدستور الأردنية مع ضافي الجمعاني
- مقابلة جريدة الدستور الأردنية مع صادق الشرع
- مقابلة جريدة الدستور الأردنية مع قاسم الناصر نسخة محفوظة 4 مارس 2016 على موقع واي باك مشين.
- مقابلة جريدة الدستور الأردنية مع إحسان الحلواني
- مقابلة قناة الجزيرة الفضائية مع نذير رشيد
- مذكرات شيخ المجاهدين المناضل بهجت أبو غربية، منشورات شبكة البصرة، الإثنين 15 ربيع الثاني 1429 / 21 نيسان 2008